# آيانات كسينباي
آيانات كسينباي (بالكازاخية: Аянат Ксенбай) هي ممثلة كازاخية وكان أول ظهور لها في السينما في عام 2002. في عام 2004، لعبت دورا في أول إنتاج الدولي البدوي من إخراج الروسي سيرجي بودروف. ثم لعبت في 2007 دور البطولة في فيلم أولزان من إخراج الألماني فولكر شلوندورف.

## وصلات خارجية
- آيانات كسينباي على موقع IMDb (الإنجليزية)
- آيانات كسينباي على موقع قاعدة بيانات الفيلم (الإنجليزية)